# Obersee Nachrichten
Die Obersee Nachrichten, kurz auch Obersee oder ON, sind ein Gratis-Wochenblatt in den Bezirken Gaster, See, March und Höfe rund um den Zürcher Obersee. Die Obersee Nachrichten haben eine provisorisch WEMF-beglaubigte Auflage von 64'015 (Vj. 70'737) Exemplaren (davon 1'235; Vj. 1'071 Exemplare verkauft) und eine Reichweite von 79'000 (Vj. 81'000) Lesern (WEMF MACH Basic 2018-II). Die Zeitung erscheint wöchentlich am Donnerstag.
Die Zeitung wurde 1981 durch den Verleger Bruno Hug gegründet. Ende 1999 verkaufte er sie an die Mediengruppe Südostschweiz AG, Chur, blieb aber Herausgeber und Chefredaktor.
Hug wurde nach der erstinstanzlichen Verurteilung wegen einer das Persönlichkeitsrecht verletzenden Kampagne gegen die KESB Linth (Kindes- und Erwachsenenschutzbehörde) und deren Chef von Somedia im Dezember 2017 entlassen, desgleichen sein Stellvertreter Mario Aldrovandi. Die Obersee Nachrichten akzeptierten das Urteil, Hug hingegen legte Berufung ein und wurde in zweiter Instanz vom Kantonsgericht St. Gallen rechtskräftig freigesprochen.
Auf den 1. August 2022 hat Somedia die Obersee Nachrichten an Fridolin-Medien verkauft.